# 塩野直道
塩野 直道（しおの なおみち、1898年12月15日 - 1969年5月10日）は、日本の算術教育者。4つ珠そろばんの普及者。島根県出身。

## 人物
東京帝国大学卒業後、松本高等学校 (旧制)教授を経て文部省の図書監修官となる。
国際数学者会議で絶賛された画期的な教科書『尋常小学算術』を編集する。その際、乳井貢によって提唱された4つ珠そろばんによる珠算教育を全国で実施した。
数学者の遠山啓らが1958年に提唱した水道方式が筆算中心の計算指導体系であることに対して、暗算を重視して激しく反対した。
東京大学名誉教授で行政法学者の塩野宏の父である。

## 教育思想
文部省時代、国定の小学校算術教科書の編集にあたった塩野は、「児童の数理思想を開発し、日常生活を数理的に正しく指導すること」を算術教育の目的とした。尚、塩野の「数理思想の開発」への功績を称え、一般財団法人理数教育研究所が主催して、「塩野直道記念『算数・数学の自由研究』作品コンクール」が開催されている。

## 来歴
- 1945年、金沢高等師範学校教授および同校長となるが公職追放となる。
- 1952年、教科書出版社新興出版社啓林館の取締役に就任して文部省検定教科書の「算数」を編集する。